# Comuna Kleban, Tulciîn
Kleban (în ucraineană Клебань) este o comună în raionul Tulciîn, regiunea Vinnița, Ucraina, formată din satele Hutî și Kleban (reședința).

## Demografie
Componența lingvistică a satului Kleban
     Ucraineană (98,16%)
     Rusă (1,4%)
     Alte limbi (0,28%)
Conform recensământului din 2001, majoritatea populației satului Kleban era vorbitoare de ucraineană (98,16%), existând în minoritate și vorbitori de rusă (1,4%).